# Vòng chung kết UEFA Nations League 2023
Vòng chung kết UEFA Nations League 2023 là giải đấu vòng chung kết của giải UEFA Nations League 2022–23, mùa giải thứ ba của cuộc thi bóng đá quốc tế có sự tham gia của các đội tuyển quốc gia nam của 55 liên đoàn thành viên của UEFA. Giải đấu được tổ chức từ ngày 14 đến ngày 18 tháng 6 năm 2023 tại Hà Lan, và được tranh tài bởi bốn đội nhất bảng của hạng đấu A. Giải đấu bao gồm hai trận bán kết, một trận play-off tranh hạng ba và trận chung kết để xác định đội vô địch UEFA Nations League.
Sau chức vô địch vào năm 2021, đương kim vô địch Pháp đã không thể giữ được danh hiệu sau khi xếp thứ ba trong bảng của họ. Tây Ban Nha có lần đầu tiên lên ngôi vô địch UEFA Nations League, sau khi đánh bại Croatia trên chấm luân lưu ở trận chung kết.

## Các đội tuyển vượt qua vòng bảng
Bốn đội nhất bảng của Hạng đấu A được tham dự vòng chung kết Nations League.
| Bảng | Đội bóng         | Ngày vượt qua vòng loại | Số lần tham dự và năm | Thành tích tốt nhất | Xếp hạng UNL Tháng 9 năm 2022 | Xếp hạng FIFA Tháng 12 năm 2023 |
| ---- | ---------------- | ----------------------- | --------------------- | ------------------- | ----------------------------- | ------------------------------- |
| A1   | Croatia          | 25 tháng 9 năm 2022     | 0 (lần đầu)           | —                   | 2                             | 10                              |
| A2   | Tây Ban Nha      | 27 tháng 9 năm 2022     | 1 (2021)              | Á quân (2021)       | 3                             | 9                               |
| A3   | Ý                | 26 tháng 9 năm 2022     | 1 (2021)              | Hạng ba (2021)      | 4                             | 8                               |
| A4   | Hà Lan (chủ nhà) | 25 tháng 9 năm 2022     | 1 (2019)              | Á quân (2019)       | 1                             | 6                               |

## Chọn nước chủ nhà
UEFA yêu cầu giải đấu phải được tổ chức tại hai sân vận động Hạng 4, mỗi sân vận động có sức chứa ít nhất 30.000 chỗ ngồi. Tốt nhất, các sân vận động nên nằm trong cùng một thành phố đăng cai hoặc cách nhau khoảng 150 kilômét (93 mi). UEFA dự kiến các sân vận động lớn hơn sẽ tổ chức trận bán kết đầu tiên (có đội chủ nhà) và trận chung kết. Tiến trình đấu thầu như sau:
- Ngày 28 tháng 2 năm 2022: Các ứng dụng được mời chính thức
- Ngày 13 tháng 4 năm 2022, 16:00 CEST: Ngày kết thúc đăng ký ý định đấu thầu (không ràng buộc)
- Ngày 14 tháng 4 năm 2022: Yêu cầu giá thầu được cung cấp cho các nhà thầu
- Tháng 5 năm 2022: Khai mạc hội thảo cho các nhà thầu
- Tháng 7/tháng 8 năm 2022: Các cuộc gọi kỹ thuật với các nhà thầu
- Ngày 7 tháng 9 năm 2022, 16:00 CEST: Ngày kết thúc nộp hồ sơ dự thầu sơ bộ
- Ngày 5 tháng 10 năm 2022, 16:00 CEST: Ngày kết thúc nộp hồ sơ dự thầu cuối cùng
- Tháng 1 năm 2023: Ủy ban điều hành UEFA chỉ định đăng cai.

Vào ngày 13 tháng 4 năm 2022, UEFA thông báo rằng Bỉ, Hà Lan, Ba Lan và Xứ Wales đã tuyên bố quan tâm đến việc đăng cai giải đấu. Vì tất cả bốn hiệp hội tạo thành Bảng A4, người chiến thắng trong bảng sẽ được chỉ định làm chủ nhà, với điều kiện các hiệp hội phải nộp hồ sơ dự thầu đáp ứng các yêu cầu của UEFA. Vào ngày 25 tháng 9 năm 2022, Hà Lan giành chiến thắng ở bảng A4, do đó xác nhận quốc gia này là chủ nhà, đang chờ Ủy ban điều hành UEFA phê duyệt chính thức. Bỉ, Hà Lan, Ba Lan và Wales đã tuyên bố quan tâm đến việc đăng cai giải đấu. Vì tất cả bốn hiệp hội tạo thành Bảng A4, đội thắng trong bảng sẽ được chỉ định làm chủ nhà, với điều kiện các hiệp hội phải nộp hồ sơ dự thầu đáp ứng các yêu cầu của UEFA. Vào ngày 25 tháng 9 năm 2022, Hà Lan giành nhất bảng ở bảng A4, do đó xác nhận quốc gia này là chủ nhà, và được Ủy ban điều hành UEFA phê duyệt chính thức vào ngày 29 tháng 11 năm 2022.

## Thể thức
Vòng chung kết Nations League sẽ diễn ra vào tháng 6 năm 2023 và sẽ được tranh tài bởi 4 đội vô địch của Hạng đấu A. Bốn đội mỗi đội sẽ được bốc thăm chia thành một nhóm năm đội (chứ không phải nhóm sáu đội) cho vòng bảng vòng loại UEFA Euro 2024, qua đó để dành cho Vòng chung kết Nations League vào tháng 6 năm 2023.
Vòng chung kết Nations League sẽ diễn ra trong năm ngày và được thi đấu theo thể thức loại trực tiếp, bao gồm hai trận bán kết vào ngày 14 và 15 tháng 6 (trận đầu tiên có sự góp mặt của đội chủ nhà), trận play-off tranh hạng ba và ba ngày cuối cùng sau trận bán kết thứ hai vào ngày 18 tháng 6 năm 2023. Các cặp bán kết sẽ được xác định bằng cách bốc thăm mở. Tất cả các trận đấu trong giải đấu sẽ sử dụng công nghệ vạch khung thành và hệ thống trợ lý trọng tài video (VAR).
Tại vòng chung kết UEFA Nations League, nếu tỷ số bằng nhau vào cuối thời gian bình thường:
- Ở các trận bán kết và chung kết sẽ thi đấu thêm 30 phút hiệp phụ. Nếu tỷ số vẫn hòa sau hiệp phụ, đội thắng sẽ được phân định bằng loạt sút luân lưu.
- Trong trận play-off tranh hạng ba, hiệp phụ sẽ không diễn ra và đội thắng sẽ được phân định bằng loạt sút luân lưu.

## Địa điểm
Ngày 29 tháng 12 năm 2022, hai sân vận động De Kuip ở Rotterdam và De Grolsch Veste ở Enschede đã được chọn làm địa điểm cho giải đấu. Các sân vận động tiềm năng khác, chẳng hạn như Johan Cruyff Arena ở Amsterdam (lớn nhất trong nước) và Philips Stadion ở Eindhoven, đều không hoạt động trong thời gian diễn ra giải đấu do các buổi hòa nhạc đã lên lịch trước đó.
| RotterdamEnschede | Rotterdam        | Enschede         |
| ----------------- | ---------------- | ---------------- |
| RotterdamEnschede | De Kuip          | De Grolsch Veste |
| RotterdamEnschede | Sức chứa: 51,117 | Sức chứa: 30,205 |
| RotterdamEnschede |                  |                  |

## Hạt giống
Các cặp đấu ở vòng bán kết đã được xác định bằng buổi lễ bốc thăm vào lúc 11:00 CET, ngày 25 tháng 1 năm 2023, tại trụ sở UEFA ở Nyon, Thụy Sĩ. Wesley Sneijder, cựu danh thủ người Hà Lan, là người bốc thăm cho buổi lễ này. Vì mục đích sắp xếp lịch trình, đội chủ nhà đã được phân bổ vào trận bán kết đầu tiên với tư cách là đội chủ nhà hành chính. Đội chủ nhà hành chính cho cả trận play-off và trận chung kết đã được xác định trước là đội tiến từ trận bán kết 1.

## Đội hình
Mỗi đội tuyển quốc gia phải gửi một đội hình gồm 23 cầu thủ, ba trong số đó phải là thủ môn, ít nhất mười ngày trước trận khai mạc của giải đấu. Nếu một cầu thủ bị chấn thương hoặc bị bệnh nặng đến mức không thể tham gia giải đấu trước trận đấu đầu tiên của đội mình, anh ta sẽ được thay thế bằng một cầu thủ khác.

## Sơ đồ
|  | Bán kết                | Bán kết     |                        |       | Chung kết | Chung kết |
|  |                        |             |                        |       |           |           |
|  | 14 tháng 6 – Rotterdam |             |                        |       |           |           |
|  |                        |             |                        |       |           |           |
|  | Hà Lan                 | 2           |                        |       |           |           |
|  | Hà Lan                 | 2           | 18 tháng 6 – Rotterdam |       |           |           |
|  | Croatia                | 4           |                        |       |           |           |
|  | Croatia                | 4           | Croatia                | 0 (4) |           |           |
|  | 15 tháng 6 – Enschede  |             | Croatia                | 0 (4) |           |           |
|  |                        | Tây Ban Nha | 0 (5)                  |       |           |           |
|  | Tây Ban Nha            | Tây Ban Nha | 0 (5)                  | 2     |           |           |
|  | Tây Ban Nha            |             |                        | 2     |           |           |
|  | Ý                      | 1           |                        |       |           |           |
|  | Ý                      | 1           | Play-off tranh hạng ba |       |           |           |
|  |                        |             |                        |       |           |           |
|  | 18 tháng 6 – Enschede  |             |                        |       |           |           |
|  |                        |             |                        |       |           |           |
|  | Hà Lan                 | 2           |                        |       |           |           |
|  | Hà Lan                 | 2           |                        |       |           |           |
|  | Ý                      | 3           |                        |       |           |           |

## Bán kết

### Hà Lan v Croatia
| Hà Lan                   | 2–4 (s.h.p.) | Croatia                                                                   |
| ------------------------ | ------------ | ------------------------------------------------------------------------- |
| - Malen 34' - Lang 90+6' | Chi tiết     | - Kramarić 55' (ph.đ.) - Pašalić 72' - Petković 98' - Modrić 116' (ph.đ.) |

| Hà Lan | Croatia |

| TM               | 1  | Justin Bijlow        |      |      |
| HV               | 22 | Denzel Dumfries      |      | 85'  |
| HV               | 12 | Lutsharel Geertruida |      |      |
| HV               | 4  | Virgil van Dijk (c)  |      |      |
| HV               | 5  | Nathan Aké           |      | 106' |
| TV               | 6  | Mats Wieffer         |      | 75'  |
| TV               | 20 | Teun Koopmeiners     | 93'  |      |
| TV               | 21 | Frenkie de Jong      | 38'  |      |
| TĐ               | 18 | Donyell Malen        |      | 75'  |
| TĐ               | 9  | Cody Gakpo           |      | 106' |
| TĐ               | 11 | Xavi Simons          |      | 64'  |
| Thay người:      |    |                      |      |      |
| TĐ               | 19 | Wout Weghorst        |      | 64'  |
| TV               | 8  | Georginio Wijnaldum  |      | 75'  |
| TĐ               | 7  | Steven Bergwijn      |      | 75'  |
| TĐ               | 10 | Noa Lang             |      | 85'  |
| TV               | 15 | Marten de Roon       |      | 106' |
| HV               | 16 | Tyrell Malacia       | 116' | 106' |
| Huấn luyện viên: |    |                      |      |      |
| Ronald Koeman    |    |                      |      |      |

| TM               | 1  | Dominik Livaković | 90+1' |      |
| HV               | 22 | Josip Juranović   |       | 78'  |
| HV               | 6  | Josip Šutalo      |       | 91'  |
| HV               | 21 | Domagoj Vida      |       |      |
| HV               | 14 | Ivan Perišić      |       |      |
| TV               | 11 | Marcelo Brozović  | 64'   |      |
| TV               | 10 | Luka Modrić (c)   |       | 119' |
| TV               | 8  | Mateo Kovačić     | 17'   | 85'  |
| TĐ               | 15 | Mario Pašalić     | 24'   |      |
| TĐ               | 16 | Luka Ivanušec     |       | 78'  |
| TĐ               | 9  | Andrej Kramarić   |       | 90'  |
| Thay người:      |    |                   |       |      |
| TV               | 13 | Nikola Vlašić     |       | 78'  |
| HV               | 2  | Josip Stanišić    |       | 78'  |
| TV               | 7  | Lovro Majer       |       | 85'  |
| HV               | 5  | Martin Erlić      |       | 90'  |
| TĐ               | 17 | Bruno Petković    |       | 91'  |
| HV               | 3  | Borna Barišić     |       | 119' |
| Huấn luyện viên: |    |                   |       |      |
| Zlatko Dalić     |    |                   |       |      |

| Cầu thủ xuất sắc nhất trận đấu: Luka Modrić (Croatia) Trợ lý trọng tài: Vasile Marinescu (Romania) Ovidiu Artene (Romania) Trọng tài thứ tư: Halil Umut Meler (Thổ Nhĩ Kỳ) Trợ lý trọng tài video: Bastian Dankert (Đức) Trợ lý tổ trợ lý trọng tài video: Sören Storks (Đức) |

### Tây Ban Nha v Ý
| Tây Ban Nha            | 2–1      | Ý                      |
| ---------------------- | -------- | ---------------------- |
| - Pino 3' - Joselu 88' | Chi tiết | - Immobile 11' (ph.đ.) |

| Tây Ban Nha | Ý |

| TM                | 23 | Unai Simón       |       |     |
| HV                | 22 | Jesús Navas      |       |     |
| HV                | 3  | Robin Le Normand |       |     |
| HV                | 14 | Aymeric Laporte  |       |     |
| HV                | 18 | Jordi Alba (c)   | 45+1' |     |
| TV                | 16 | Rodri            |       |     |
| TV                | 6  | Mikel Merino     |       | 74' |
| TV                | 19 | Rodrigo          |       | 46' |
| TV                | 9  | Gavi             | 57'   | 68' |
| TV                | 15 | Yeremy Pino      |       | 74' |
| TĐ                | 7  | Álvaro Morata    | 83'   | 84' |
| Thay người:       |    |                  |       |     |
| TĐ                | 10 | Marco Asensio    |       | 46' |
| TV                | 11 | Sergio Canales   |       | 68' |
| TV                | 8  | Fabián Ruiz      |       | 74' |
| TĐ                | 12 | Ansu Fati        |       | 74' |
| TĐ                | 20 | Joselu           |       | 84' |
| Huấn luyện viên:  |    |                  |       |     |
| Luis de la Fuente |    |                  |       |     |

| TM               | 1  | Gianluigi Donnarumma |       |     |
| HV               | 13 | Rafael Tolói         |       |     |
| HV               | 19 | Leonardo Bonucci (c) |       | 46' |
| HV               | 15 | Francesco Acerbi     |       |     |
| TV               | 2  | Giovanni Di Lorenzo  |       |     |
| TV               | 7  | Davide Frattesi      |       | 76' |
| TV               | 8  | Jorginho             |       | 60' |
| TV               | 18 | Nicolò Barella       |       |     |
| TV               | 4  | Leonardo Spinazzola  |       | 46' |
| TĐ               | 11 | Nicolò Zaniolo       | 90+3' |     |
| TĐ               | 17 | Ciro Immobile        | 38'   | 60' |
| Thay người:      |    |                      |       |     |
| HV               | 5  | Matteo Darmian       |       | 46' |
| HV               | 3  | Federico Dimarco     |       | 46' |
| TĐ               | 14 | Federico Chiesa      |       | 60' |
| TV               | 16 | Bryan Cristante      |       | 60' |
| TV               | 6  | Marco Verratti       |       | 76' |
| Huấn luyện viên: |    |                      |       |     |
| Roberto Mancini  |    |                      |       |     |

| Cầu thủ xuất sắc nhất trận đấu: Rodri (Tây Ban Nha) Trợ lý trọng tài: Tomaž Klančnik (Slovenia) Andraž Kovačič (Slovenia) Trọng tài thứ tư: Irfan Peljto (Bosnia và Herzegovina) Trợ lý trọng tài video: Nejc Kajtazović (Slovenia) Trợ lý tổ trợ lý trọng tài video: Matej Jug (Slovenia) |

## Play-off tranh hạng ba
| Hà Lan                         | 2–3      | Ý                                        |
| ------------------------------ | -------- | ---------------------------------------- |
| - Bergwijn 68' - Wijnaldum 89' | Chi tiết | - Dimarco 6' - Frattesi 20' - Chiesa 72' |

| Hà Lan | Ý |

| TM               | 1  | Justin Bijlow        |       |     |
| HV               | 22 | Denzel Dumfries      |       |     |
| HV               | 12 | Lutsharel Geertruida |       | 46' |
| HV               | 4  | Virgil van Dijk (c)  |       |     |
| HV               | 5  | Nathan Aké           |       |     |
| TV               | 6  | Mats Wieffer         |       | 76' |
| TV               | 21 | Frenkie de Jong      |       |     |
| TV               | 11 | Xavi Simons          |       | 63' |
| TĐ               | 18 | Donyell Malen        |       | 46' |
| TĐ               | 9  | Cody Gakpo           |       |     |
| TĐ               | 10 | Noa Lang             |       | 46' |
| Thay người:      |    |                      |       |     |
| TĐ               | 7  | Steven Bergwijn      |       | 46' |
| TV               | 8  | Georginio Wijnaldum  |       | 46' |
| TĐ               | 19 | Wout Weghorst        | 90+5' | 46' |
| TV               | 20 | Teun Koopmeiners     |       | 63' |
| TV               | 17 | Joey Veerman         |       | 76' |
| Huấn luyện viên: |    |                      |       |     |
| Ronald Koeman    |    |                      |       |     |

| TM               | 1  | Gianluigi Donnarumma (c) |       |     |
| HV               | 13 | Rafael Tolói             |       |     |
| HV               | 15 | Francesco Acerbi         | 90+5' |     |
| HV               | 23 | Alessandro Buongiorno    |       |     |
| HV               | 3  | Federico Dimarco         | 34'   | 74' |
| TV               | 7  | Davide Frattesi          |       |     |
| TV               | 16 | Bryan Cristante          |       |     |
| TV               | 6  | Marco Verratti           |       | 85' |
| TĐ               | 20 | Wilfried Gnonto          |       | 63' |
| TĐ               | 9  | Mateo Retegui            |       | 85' |
| TĐ               | 22 | Giacomo Raspadori        |       | 63' |
| Thay người:      |    |                          |       |     |
| TĐ               | 11 | Nicolò Zaniolo           |       | 63' |
| TĐ               | 14 | Federico Chiesa          |       | 63' |
| HV               | 4  | Leonardo Spinazzola      |       | 74' |
| TV               | 7  | Lorenzo Pellegrini       |       | 85' |
| TV               | 18 | Nicolò Barella           | 90+2' | 85' |
| Huấn luyện viên: |    |                          |       |     |
| Roberto Mancini  |    |                          |       |     |

| Cầu thủ xuất sắc nhất trận đấu: Federico Dimarco (Ý) Trợ lý trọng tài: Mahbod Beigi (Thụy Điển) Andreas Söderqvist (Thụy Điển) Trọng tài thứ tư: Kristo Tohver (Estonia) Trợ lý trọng tài video: Bartosz Frankowski (Ba Lan) Trợ lý tổ trợ lý trọng tài video: Paweł Pskit (Ba Lan) |

## Chung kết
| Croatia                                                   | 0–0 (s.h.p.) | Tây Ban Nha                                              |
| --------------------------------------------------------- | ------------ | -------------------------------------------------------- |
|                                                           | Chi tiết     |                                                          |
| Loạt sút luân lưu                                         |              |                                                          |
| - Vlašić - Brozović - Modrić - Majer - Perišić - Petković | 4–5          | - Joselu - Rodri - Merino - Asensio - Laporte - Carvajal |

| Croatia | Tây Ban Nha |

| TM               | 1  | Dominik Livaković |       |       |
| HV               | 22 | Josip Juranović   |       | 112'  |
| HV               | 6  | Josip Šutalo      |       |       |
| HV               | 5  | Martin Erlić      |       |       |
| HV               | 14 | Ivan Perišić      |       |       |
| TV               | 11 | Marcelo Brozović  |       |       |
| TV               | 10 | Luka Modrić (c)   |       |       |
| TV               | 8  | Mateo Kovačić     |       |       |
| TĐ               | 15 | Mario Pašalić     |       | 61'   |
| TĐ               | 16 | Luka Ivanušec     |       | 78'   |
| TĐ               | 9  | Andrej Kramarić   |       | 90+1' |
| Thay người:      |    |                   |       |       |
| TĐ               | 17 | Bruno Petković    | 90+2' | 61'   |
| TV               | 13 | Nikola Vlašić     |       | 78'   |
| TV               | 7  | Lovro Majer       |       | 90+1' |
| HV               | 2  | Josip Stanišić    |       | 112'  |
| Huấn luyện viên: |    |                   |       |       |
| Zlatko Dalić     |    |                   |       |       |

| TM                | 23 | Unai Simón       |     |     |
| HV                | 22 | Jesús Navas      |     | 97' |
| HV                | 3  | Robin Le Normand |     | 78' |
| HV                | 14 | Aymeric Laporte  |     |     |
| HV                | 18 | Jordi Alba (c)   |     |     |
| TV                | 16 | Rodri            | 97' |     |
| TV                | 8  | Fabián Ruiz      |     | 78' |
| TV                | 10 | Marco Asensio    |     |     |
| TV                | 9  | Gavi             | 81' | 87' |
| TV                | 15 | Yeremy Pino      |     | 66' |
| TĐ                | 7  | Álvaro Morata    |     | 66' |
| Thay người:       |    |                  |     |     |
| TĐ                | 12 | Ansu Fati        |     | 66' |
| TĐ                | 20 | Joselu           |     | 66' |
| TV                | 6  | Mikel Merino     |     | 78' |
| HV                | 4  | Nacho            | 96' | 78' |
| TĐ                | 21 | Dani Olmo        |     | 87' |
| HV                | 2  | Dani Carvajal    |     | 97' |
| Huấn luyện viên:  |    |                  |     |     |
| Luis de la Fuente |    |                  |     |     |

| Cầu thủ xuất sắc nhất trận đấu: Marcelo Brozović (Croatia) Trợ lý trọng tài: Stefan Lupp (Đức) Marco Achmüller (Đức) Trọng tài thứ tư: Ivan Kružliak (Slovakia) Trợ lý trọng tài video: Marco Fritz (Đức) Trợ lý tổ trợ lý trọng tài video: Sven Jablonski (Đức) Stuart Attwell (Anh) |

## Thống kê

### Cầu thủ ghi bàn
Đã có 14 bàn thắng ghi được trong 4 trận đấu, trung bình 3.5 bàn thắng mỗi trận đấu.
1 bàn thắng
- Andrej Kramarić
- Luka Modrić
- Mario Pašalić
- Bruno Petković
- Federico Chiesa
- Federico Dimarco
- Davide Frattesi
- Ciro Immobile
- Steven Bergwijn
- Noa Lang
- Donyell Malen
- Georginio Wijnaldum
- Joselu
- Yeremy Pino

### Giải thưởng
Cầu thủ xuất sắc nhất
Giải thưởng cầu thủ xuất sắc nhất vòng chung kết được trao cho Rodri, do Ủy ban kỹ thuật của UEFA lựa chọn.
- Rodri

Bàn thắng đẹp nhất mùa giải
Giải thưởng Alipay Bàn thắng đẹp nhất mùa giải được quyết định bằng cách vote trực tuyến. Có tổng cộng bốn bàn thắng được ghi vào danh sách, được chọn bơi Ủy viên kĩ thuật của UEFA: Federico Dimarco (đối đầu Hà Lan), Donyell Malen (đối đầu Croatia), Mario Pašalić (đối đầu Hà Lan) and Bruno Petković (đối đầu Hà Lan). Petković thắng giải nhờ bàn thắng của mình ở trận bán kết.
| Thứ tự | Cầu thủ ghi bàn  | Đối thủ | Tỉ số | Kết quả      | Vòng          |
| ------ | ---------------- | ------- | ----- | ------------ | ------------- |
| 1      | Bruno Petković   | Hà Lan  | 3–2   | 4–2 (s.h.p.) | Bán kết       |
| —      | Federico Dimarco | Hà Lan  | 1–0   | 3–2          | Tranh hạng ba |
| —      | Donyell Malen    | Croatia | 1–0   | 2–4 (s.h.p.) | Bán kết       |
| —      | Mario Pašalić    | Hà Lan  | 2–1   | 4–2 (s.h.p.) | Bán kết       |

### Kỷ luật
Một cầu thủ sẽ bị treo giò trong trận tiếp theo khi nhận thẻ đỏ, thời gian treo giò có thể nhiều hơn nếu là lỗi vi phạm nghiêm trọng. Thẻ vàng treo giò không được áp dung ở vòng chung kết Nations League. Tuy nhiên, khác với những vòng chung kết trước đó, không một cầu thủ nào phải nhận án phạt tại giải đấu lần này.